# Ацетиленид лития
Ацетилени́д ли́тия — бинарное соединение углерода и лития с формулой Li2C2. Является производным ацетилена. Также его называют карбидом лития. Бесцветное хрупкое кристаллическое вещество.
Впервые получено Анри Муассаном в 1896 году путём реакции угля и карбоната лития.
Также к карбидам лития относятся соединения
Li4C, Li6C2, Li8C3, Li6C3, Li4C3, Li4C5, LiC6, LiC12 и LiC18.

## Получение
- Ацетиленид лития можно получить, пропуская ацетилен через раствор лития в жидком аммиаке:

{\displaystyle {\mathsf {Li+NH_{3}\ {\xrightarrow {-H_{2}}}\ LiNH_{2}\ {\xrightarrow {+C_{2}H_{2}}}\ Li_{2}C_{2}}}}
- При высокой температуре расплавленный литий обратимо реагирует с графитом (в вакууме при 650°С):

{\displaystyle {\mathsf {2\ Li+2\ C\ \rightleftarrows \ Li_{2}C_{2}}}}
- При пропускании ацетилена или этилена через расплавленный литий:

{\displaystyle {\mathsf {4\ Li+C_{2}H_{2}\ {\xrightarrow {\ }}\ Li_{2}C_{2}+2\ LiH}}}
{\displaystyle {\mathsf {6\ Li+C_{2}H_{4}\ {\xrightarrow {\ }}\ Li_{2}C_{2}+4\ LiH}}}
- Восстановление карбоната лития углеродом:

{\displaystyle {\mathsf {Li_{2}CO_{3}+4\ C\ {\xrightarrow {\ }}\ Li_{2}C_{2}+3\ CO}}}

## Физические свойства
Ацетиленид лития — бесцветное хрупкое кристаллическое вещество.
Существует в нескольких кристаллических модификациях с температурами переходов 410, 440 и 550°С.

## Химические свойства
- При сильном нагревании разлагается на элементы:

{\displaystyle {\mathsf {Li_{2}C_{2}\ \rightleftarrows \ 2\ Li+2\ C\ }}}
- Водяной пар разлагает ацетиленид лития:

{\displaystyle {\mathsf {Li_{2}C_{2}+2\ H_{2}O\ {\xrightarrow {\ }}\ 2\ LiOH+C_{2}H_{2}\ }}}
непосредственно с водой реагирует очень бурно, со взрывом, при этом выделяется ацетилен.

## Применение
- Ацетиленид лития используется в органическом синтезе.